# تايلر برايتون
تايلر برايتون (بالإنجليزية: Tyler Brayton)‏ هو لاعب كرة قدم أمريكية أمريكي، ولد في 20 نوفمبر 1979 في ريتشلاند في الولايات المتحدة.

## وصلات خارجية
- تايلر برايتون على موقع إي إس بي إن.كوم (أن.أف.أل)3
- تايلر برايتون على موقع مرجع كرة القدم المحترفة.كوم (الإنجليزية)